# Larry Elder

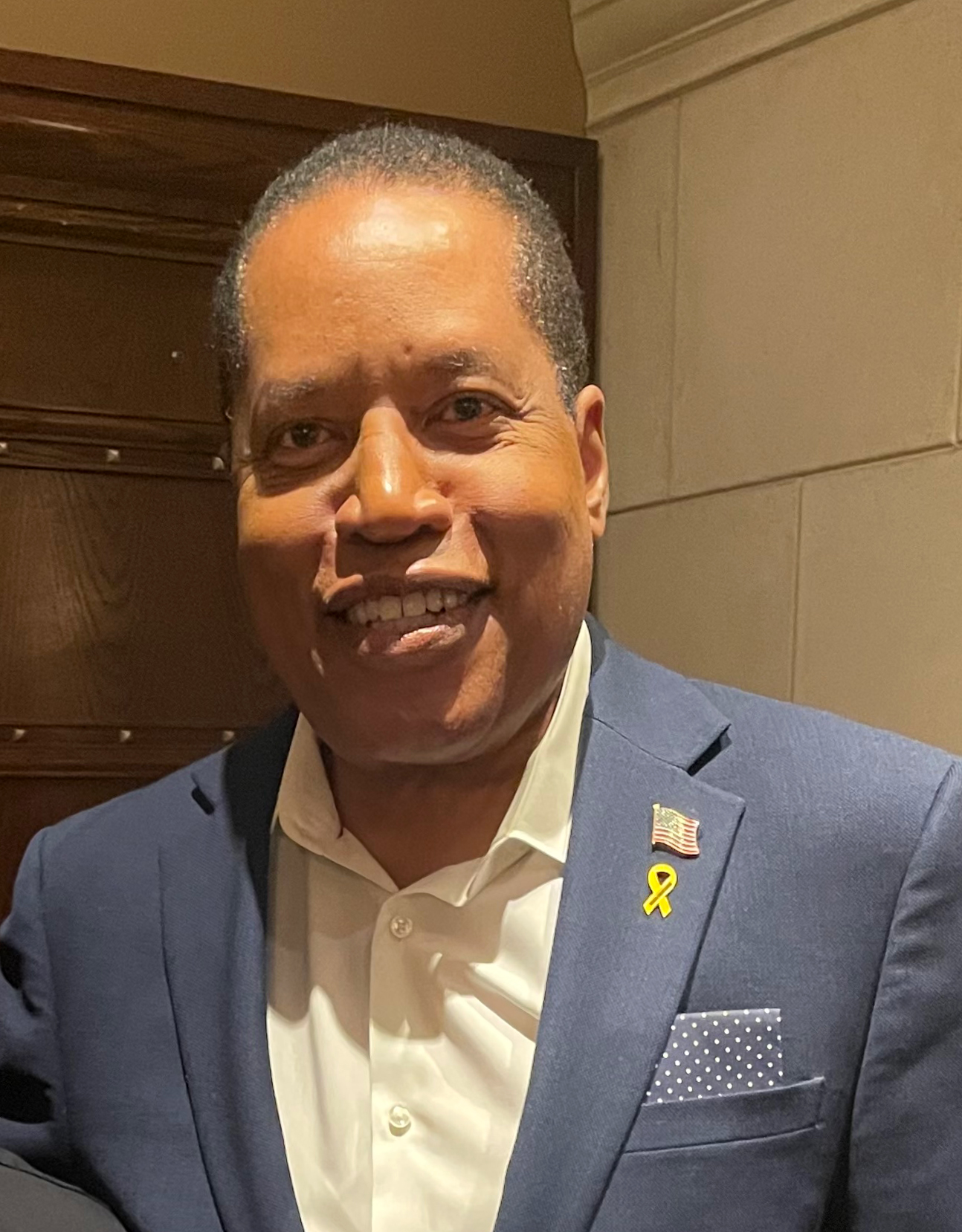
Larry Elder, 2024

Larry Elder (geboren 27. April 1952 in Los Angeles) ist ein amerikanischer Moderator im talk radio, Autor und Politiker. Er ist einer der bekanntesten Schwarzen mit rechtskonservativen Ansichten. Elder begann seine Karriere als Hörfunkmoderator 1993 bei KABC in Los Angeles, später wurde seine Show national syndikalisiert. Im September 2021 trat er als republikanischer Kandidat zur Gouverneurswahl in Kalifornien an, die infolge eines Recalls des amtierenden demokratischen Gouverneurs Gavin Newsom vor Ablauf dessen regulärer Amtszeit stattfand. Er konnte jedoch nur etwa ein Drittel der Stimmen für sich verbuchen und verlor die Wahl damit deutlich.

## Leben
Elder wurde als zweiter von drei Söhnen einer Büroangestellten und eines Hausmeisters geboren und wuchs zunächst in Pico-Union auf. Im Alter von 7 Jahren zog seine Familie nach South Central Los Angeles um. Nach der Highschool studierte er an der Brown University Politikwissenschaften zum Bachelor, danach erhielt er einen J.D. an der University of Michigan, Ann Arbor. In der Folge arbeitete er zunächst in einer Anwaltskanzlei in Cleveland, bevor er seine eigene Praxis eröffnete.
Im April 2023 kündigte er seine Kandidatur für die republikanische Partei zur Präsidentenwahl im November 2024 an.

## Ehrungen
An der Adresse 6270 wurde Elder am 27. April 2015 ein Stern auf dem Hollywood Walk of Fame gewidmet.

## Werke
- Larry Elder: The ten things you can't say in America. 1. Auflage. St. Martin's Griffin, New York, NY 2001, ISBN 978-0-312-28465-7 (englisch).

## Belege
1. ↑  https://www.sacbee.com/news/politics-government/capitol-alert/article253095738.html
2. 1 2  N. N.: Viola Elder, 81; Mother of Conservative Radio Talk-Show Host. In: Los Angeles Times. 22. Juni 2006, abgerufen am 21. August 2021 (englisch).
3. 1 2  Emily Dreuv: 5 things to know about recall candidate Larry Elder. In: The Mercury News. 29. Juli 2021, abgerufen am 22. August 2021 (englisch).
4. ↑  Shania Shelton, Larry Elder announces 2024 White House bid, CNN vom 20. April 2023.
5. ↑  https://walkoffame.com/larry-elder/